# آندره نوبل
آندره نوبل (انگلیسی: Andre Noble زاده ۲۱ فوریه ۱۹۷۹ – درگذشته ۳۰ ژوئیه ۲۰۰۴) بازیگر اهل کانادا است.
وی بازیگر فیلم‌هایی همچون شکر و توئیست بوده است.